# Episodi di She-Ra e le principesse guerriere (quarta stagione)
La quarta stagione della serie animata She-Ra e le principesse guerriere, composta da 13 episodi, è stata interamente pubblicata su Netflix il 5 novembre 2019, in tutti i paesi in cui il servizio è disponibile.
| nº | Titolo originale       | Titolo italiano        | Pubblicazione   |
| -- | ---------------------- | ---------------------- | --------------- |
| 1  | The Coronation         | L'incoronazione        | 5 novembre 2019 |
| 2  | The Valley of the Lost | La Valle dei perduti   | 5 novembre 2019 |
| 3  | Flutterina             | Flutterina             | 5 novembre 2019 |
| 4  | Pulse                  | Impulso                | 5 novembre 2019 |
| 5  | Protocol               | Protocollo             | 5 novembre 2019 |
| 6  | Princess Scorpia       | La principessa Scorpia | 5 novembre 2019 |
| 7  | Mer-Mysteries          | I misteri delle sirene | 5 novembre 2019 |
| 8  | Boys' Night Out        | Serata tra maschi      | 5 novembre 2019 |
| 9  | Hero                   | Eroina                 | 5 novembre 2019 |
| 10 | Fractures              | Scissioni              | 5 novembre 2019 |
| 11 | Beast Island           | L'Isola delle bestie   | 5 novembre 2019 |
| 12 | Destiny Part 1         | Destino: Parte 1       | 5 novembre 2019 |
| 13 | Destiny Part 2         | Destino: Parte 2       | 5 novembre 2019 |

## L'incoronazione
- Titolo originale: The Coronation
- Diretto da: Dwooman, Diana Huh e Kiki Manrique
- Scritto da: Laura Sreebny, Angela Kim, Sharon Sun e Sam Szymanski

### Trama
Adora, Bow e le altre principesse prendono parte all'incoronazione di Glimmer a regina di Brightmoon, dopo la dolorosa scomparsa di sua madre. Per poter diventare regina, Glimmer, però, dovrà prima affrontare una difficile prova nella Stanza delle regine. Intanto Catra, dopo aver mentito a Scorpia, obbliga Lord Hordak a seguire il suo piano.

## La Valle dei perduti
- Titolo originale: The Valley of the Lost
- Diretto da: Mandy Clotworthy
- Scritto da: Katherine Nolfi, Charlemagne Co, Olivier Malric, Belynda Smith e David Smith

### Trama
Adora, Bow, Perfuma e Huntara vengono inviati nella Valle dei perduti per recuperare la navicella spaziale di Mara, ma l'Orda riesce ad anticiparli. Catra inoltre incontra Double Trouble, un mercenario mutaforma che si offre di aiutarla.

## Flutterina
- Titolo originale: Flutterina
- Diretto da: Jen Bennett
- Scritto da: M. Willis, Jasmine Goggins, Mickey Quinn e Jessica Zammit

### Trama
Adora, Swift Wind e Bow vengono celebrati a Elberon, per aver salvato la città da un attacco dell'Orda. Nel frattempo, Glimmer è stufa degli incarichi da regina e vorrebbe partecipare maggiormente all'azione, mentre Catra è emotivamente scossa, dopo aver tradito Adora e aver abbandonato Entrapta.

## Impulso
- Titolo originale: Pulse
- Diretto da: Kiki Manrique
- Scritto da: Laura Sreebny, Diana Huh, Angela Kim, Sharon Sun e Sam Szymanski

### Trama
Intanto che Glimmer si fa consigliare dalla Tessitrice d'Ombre, Adora va a caccia di un nuovo modello di robot dell'Orda, per vendicare Bow.

## Protocollo
- Titolo originale: Protocol
- Diretto da: Mandy Clotworthy
- Scritto da: Katherine Nolfi, Charlemagne Co, Olivier Malric e Belynda Smith

### Trama
Mentre si sta allenando, tentando di ottenere delle risposte da Light Hope, Adora rimane intrappolata nel Castello di cristallo, a causa di una tempesta di spore che provoca l'attivazione di un protocollo d'emergenza.

## La principessa Scorpia
- Titolo originale: Princess Scorpia
- Diretto da: Kiki Manrique
- Scritto da: Laura Sreebny, Diana Huh, Angela Kim, Sharon Sun e Sam Szymanski

### Trama
Scorpia va alla ricerca degli appunti di Entrapta che servono a Hordak per completare il suo progetto, mentre Double Trouble getta la Ribellione nel caos.

## I misteri delle sirene
- Titolo originale: Mer-Mysteries
- Diretto da: Jen Bennett
- Scritto da: M. Willis, Jasmine Goggins, Mickey Quinn, Sharon Sun e Jessica Zammit

### Trama
Mermista, appassionata di libri gialli, suppone che all'interno della Ribellione ci sia una spia e organizza un piano per smascherarla.

## Serata tra maschi
- Titolo originale: Boys' Night Out
- Diretto da: Kiki Manrique
- Scritto da: Shane Lynch, Diana Huh, Angela Kim, Alex Kwan, Sharon Sun e Sam Szymanski

### Trama
Con il morale della Ribellione ormai a terra, dopo anche la distruzione del regno di Mermista, Falco del Mare, Swift Wind e Bow decidono di uscire insieme a divertirsi.

## Eroina
- Titolo originale: Hero
- Diretto da: Mandy Clotworthy
- Scritto da: Josie Campbell and Noelle Stevenson, Charlemagne Co, Olivier Malric e Belynda Smith

### Trama
Adora fa visita a Razz, ma la donna, ormai, non è più in grado di distinguere presente e passato, confondendo Adora con Mara. Adora viene così a conoscenza della vita di Mara e dei segreti riguardanti il Cuore di Etheria, la sua spada e Light Hope.

## Scissioni
- Titolo originale: Fractures
- Diretto da: Jen Bennett
- Scritto da: Katherine Nolfi, Brendan Clogher, Jasmine Goggins, Mickey Quinn e Jessica Zammit

### Trama
La Ribellione si divide sulla questione relativa al Cuore di Etheria. Scorpia arriva a Brightmoon con una richiesta d'aiuto per le principesse.

## L'Isola delle bestie
- Titolo originale: Beast Island
- Diretto da: Mandy Clotworthy
- Scritto da: M. Willis, Charlemagne Co, Ivaylo Ivantchev, Sasha Mutch e Belynda Smith

### Trama
Utilizzando la nave di Mara, Adora, Bow e Swift Wind partono alla ricerca di Entrapta nell'Isola delle bestie, scoprendo che il re Micah è ancora vivo.

## Destino: Parte 1
- Titolo originale: Destiny Part 1
- Diretto da: Jen Bennett
- Scritto da: Katherine Nolfi, Laura Sreebny, Kelsey Eng, Jasmine Goggins, Mickey Quinn e Jessica Zammit

### Trama
Mentre Entrapta rivela cosa sia in realtà il Cuore di Etheria, Glimmer cerca di convincere Scorpia a rientrare in contatto con la sua pietra runica.

## Destino: Parte 2
- Titolo originale: Destiny Part 2
- Diretto da: Kiki Manrique
- Scritto da: Katherine Nolfi, Laura Sreebny, Diana Huh, Emily Hu, Angela Kim, Sharon Sun e Sam Szymanski

### Trama
Dopo che Scorpia riesce a collegarsi con il suo Black Garnet, il piano di Light Hope può finalmente realizzarsi. Toccherà perciò ad Adora risolvere la situazione. Inoltre, a causa di questi eventi, il Grande Horde riesce a rintracciare Etheria e si dirige qui con la sua flotta.